# Joshua Patton
Joshua Kyle Patton (Manteca (California), 7 de marzo de 1997) es un jugador de baloncesto estadounidense que pertenece a la plantilla del Hapoel Gilboa Galil de la Ligat ha'Al, la primera categoría del baloncesto israelí. Con 2,03 metros de estatura, juega en la posición de Ala-pívot.

## Trayectoria deportiva
Es un ala-pívot formado en Sierra High School de su ciudad natal, antes de ingresar en 2016 en la Universidad Estatal de California, Sacramento, situada en la ciudad de Sacramento (California), donde jugó durante cuatro temporadas la NCAA con los Sacramento State Hornets, desde 2016 a 2020.
Tras no ser elegido en el Draft de la NBA de 2020, firma por el BC Odessa de la Superliga de Baloncesto de Ucrania.
En la temporada 2021-22, firma por el Sporting de Portugal con el que disputa la LPB y la Eurocup.
El 17 de agosto de 2022, Patton firmó con el Hapoel Gilboa Galil de la Ligat ha'Al israelí.